# Терминатор: Спасење
Терминатор: Спасење (енгл. Terminator Salvation; познато и као Терминатор 4, Т4 или ТС) је научно фантастични акциони филм из 2009. који је режирао Џозеф Макгинти Никол. Главне улоге у филму тумаче Кристијан Бејл и Сем Вортингтон. Четврти наставак у серијалу са буџетом од 200 милиона долара као такав тренутно важи за најскупљи филм независне продукције икад снимљен. Филм је добио различите критике и зарадио је, с обзиром на прилично висок буџет, свега 372 милиона долара широм света.

## Радња
У 2003. години докторка Серена Коган (Хелена Бонам Картер) убеђује Меркуса Рајта (Сем Вортингтон), који је осуђен на смртну казну, да након погубљења донира своје тело за медицинска истраживања. У 2018. део човечанства које је преживело покушај машина да истреби људску врсту (познат као „Судњи дан“) живи сакривено и расуто широм планете у страху од нових напада машина. Под вођством Џона Конора (Кристијан Бејл) они покушавају да ослободе затворенике и спрече масовну производњу најновије врсте терминатора.

## Улоге
| Глумац              | Улога                     |
| ------------------- | ------------------------- |
| Кристијан Бејл      | Џон Конор                 |
| Сем Вортингтон      | Маркус Рајт               |
| Антон Јелчин        | Кајл Рис                  |
| Мун Бладгуд         | Блер Вилијамс             |
| Брајс Далас Хауард  | Кејт Конор                |
| Комон               | Барнс                     |
| Џејн Александер     | Вирџинија                 |
| Хелена Бонам Картер | др Серена Коган / Скајнет |
| Мајкл Ајронсајд     | генерал Ешдаун            |

## Пријем код публике
Филм није добио баш најбоље критике. На пример, сајт Метакритик му је доделио оцену 52 од 100, што је лошије у поређењу са претходна 3 филма у серијалу. САД данас је филм назвао „предвидивим“ критикујући Бејлову глуму али истовремено хвалећи Вортингтона и Јелчина. Филм је зарадио око 372 милиона долара широм света што је било далеко испод очекивања режисера и екипе.